# Гімачал-Прадеш
Гімачал-Прадеш, Хімачал-Прадеш (гінді हिमाचल प्रदेश, МФА: [ɦɪmaːtʃəl prəd̪eːʃ]; англ. Himachal Pradesh) — штат на півночі Індії, біля Гімалаїв. Столиця — місто Шімла. У перекладі з гінді Himachal означає «країна снігових гір», «прадеш» — «область, регіон».

## Географія
На сході Гімачал-Прадеш межує з КНР (Тибетський автономний район), на південному сході з Уттаракхандом, на півдні з Уттар-Прадешем і Хар'яною, на південному заході з Пенджабом, на північному заході і півночі з Джамму й Кашміром та Ладакхом відповідно. На півночі і сході протягнулися хребти Гімалаїв (висоти 6-7 тис. м в межах штату), на півдні — гірський ланцюг Шивалік. Головна річка — Сатледж (притока Інду).
У західній частині штату, в Дармсалі, знаходиться резиденція Далай-лами.

## Економіка
Основна частина населення зайнята в сільському господарстві. Посіви пшениці, кукурудзи, ячменю, рису, картоплі; плодівництво. Підприємства текстильної промисловості і промисловості будматеріалів. Основний вид транспорту — автомобільний, хоча Шимла пов'язана з іншими штатами також і залізничним сполученням. Шимла — гірський курорт, за часів британців вважалася «літньою столицею Індії».

## Літеатуа
- Атлас світу / голов. ред. І. С. Руденко ; зав. ред. В. В. Радченко ; відп. ред. О. В. Вакуленко. — К. : ДНВП «Картографія», 2005. — 336 с. — ISBN 9666315467.
- Великий атлас світу / голов. ред. Скляр С. С. — К. : ДНВП «Картографія», 2015. — 192 с. — 10 тис. прим. — ISBN 9789661493482.